# Веть (приток Вети)
Веть (в верховье Змейка) — река в России, протекает по территории Себежского района Псковской области. Устье реки находится в 37 км по правому берегу реки Вети. Длина реки — 19 км, площадь водосборного бассейна — 40 км². Протекает через озеро Прихабское.

## Данные водного реестра
По данным государственного водного реестра России относится к Балтийскому бассейновому округу, водохозяйственный участок реки — Великая. Относится к речному бассейну реки Нарва (российская часть бассейна).
Код объекта в государственном водном реестре — 01030000112102000027970.